# Ở giữa Kẻ Thù
Among the Enemy là tác phẩm văn học tiểu thuyết năm 1998 cho thanh thiếu niên bởi Margaret Peterson Haddix về vấn đề được quan tâm được tưởng tượng về tương lai về sự chống đối đàn áp nạn vượt dân số. Đây là cuốn ba trong bảy cuốn truyện trong bộ truyện Shadow Children.

## giới thiệu khái quát
nói chung câu chuyện nói về những đứa trẻ thứ ba không được chính phủ chấp nhận và chính phủ và sẽ bắt giam hoặc giết những gia đình có dấu hiệu có ba đứa con trở lên, và sự khan hiếm đồ ăn, tài nguyên tự nhiên. Hình thành sự nổi loạn, chính phủ dân chủ đã bị đánh bại bởi một chích phủ mới. Luật mới bắt đầu được áp dụng một gia đình chỉ được có hai người con(đứa con thứ ba nếu phát hiện sẽ bị giết). Tác giả của bộ truyện không muốn điều này xảy ra.

## cốt truyện
Matthias, Percy, và Alia, (từ Among the Betrayed) được nhắc tới lần nữa. Tại trường Niedler bọn họ làm quen được nhiều bạn mới và trong khi trên đường đi cắm trại. Bỗng nhiên họ bị thủng bánh xe và tông vô phải thân cây, làm Alia bị thương khá nặng, nhưng vẫn có thể tiếp tục chạy. Ngay lập tức họ chạy vào khu rừng, trong khi chạy Percy bị bắn bới cảnh sát dân số và kẻ thù trong khi họ cố tìm chỗ trốn. Matthias có khả năng kéo Percy và Alia, nhưng bây giờ cả hai bị thương rất nặng, cuối cùng Matthias kéo họ vô trại của kẻ thù để trốn, và ngồi bất lực chờ chết, bây giờ chỉ có mình Matthias chạy đi cầu cứu ở nhà chú Hendrick.
Matthias trở về khu rừng để cứu bạn mình từ nhà chú Hendrick cùng với cô Talbot, là một người bác sĩ tài ba và là vợ của kẻ chống đối hàng đầu của chính phủ là chú Talbot. Trong khi tìm kiếm Alia và Percy, Matthias vô tình cứu được một cảnh sát dân số tên Tidwell khỏi viên đạn, thường được gọi là Tiddy. Bọn họ kết thúc cuộc tìm kiếm tại khu cảnh sát dân số, là nơi nhận mệnh lệnh từ cấp trên cách biệt với Tiddy. Tiddy vô rừng và báo cáo cho cấp trên là anh ta đã lục soát khắp nơi. Nhưng chuyện đáng tiếc xảy ra, Tiddy chết vì chất độ nhanh chóng chẳng bao lâu sau. Sau đó, Matthias rất buồn cho Percy và Alia vì tưởng rằng họ đã chết, và Matthias cũng rất buồn cho cái chết của Tiddy. Tổng chỉ huy ra lệnh cho Matthias một sự chấp nhận đặc biệt, vì nghĩ rằng Matthias đã bị suy sụp tinh thần từ cái chết của Tiddy, và Matthias giả vờ thích thú với mệnh lệnh đó để tránh dính vào rắc rối.
Matthias chẳng bao lâu sau gặp được Nina, làm nội gián trong sở cảnh sát, và Nina bất đắc dĩ tiết lộ cô và Lee (Luke Garner), và một số đứa trẻ thứ ba khác đang tìm khác lật đổ chính phủ cảnh sát dân số. Nina cũng dẫn cậu ta xuống kho hàng đầy đồ ăn, sau đó Matthias nghĩ mình đừng nên tiếp tục qua đau buồn về Percy và Alia nữa để tập trung giúp đỡ Nina. Nhờ Matthias mà họ nghe được nhiều kế hoạch từ nhiều chỉ huy, bao gồm của vụ dính tới Jason Barstow, là người phản bội Nina cho cảnh sát dân số.
Matthias cuối cùng thoát khỏi sở cảnh sát sân và viện trợ cho Nina và mọi người nhưng bị phát hiện bởi Mike, là điệp viên cảnh sát dân số và là bạn thân nhất của Tiddy. Dù sao đi nữa, Mike chẳng bao lâu tiết lộ mình là điệp viên hai mặt, trước đó đã có lần cứu Matthias và Nina khi họ bị bắt trong khi cuộc họp bí mật. Họ đi đến kho hàng và dọn đi hết đồ ăn mượn từ địa phương đến chỗ an toàn. Kho hàng cũng chứa đựng thẻ ID giả và ID dân số thật, họ đốt hết tất cả để đề phòng kế hoạch cảnh sát dân số là có thể tóm gọn được hết những đứa trẻ thứ ba và những người ủng họ những đứa trẻ thứ.
Cuối cùng, cả hai trốn trong vòng vài ngày rồi về nhà chú Hendrick, Matthias thầm hy vọng tạ lỗi cho chú Talbot vì đã bỏ cô Talbot ở trong rừng và cũng là nơi Percy và Alia bỏ mạng. Khi họ đến nơi, Matthias thở phào nhẹ nhỏm với niềm vui sướng khi biết tin bạn cậu ta là Percy và Alia và cô Talbot tất cả điều an toàn. Mike tiết lộ bí mật của anh ất cho Nedley, là bạn đồng minh từ Among the brave. Matthias quyết định ở lại trại của chú Hendrick với bạn anh ấy cho tới khi quyết định làm chuyện tiếp theo trong cuộc đời cậu ta cùng với Percy, Alia, và mọi người khác trong công cuộc nổi dậy đấu tranh giành tự do cho những đứa trẻ thứ ba.

## cuốn
- cuốn 1 Among the hidden
- cuốn 2 Among the Impostors
- cuốn 3 Among the Betrayed
- cuốn 4 Among the Barons
- cuốn 5 Among the Brave
- cuốn 6 Among the Enemy
- cuốn 7 Among the Free